# Johanna Schut
Pour les articles homonymes, voir Schut.
Johanna "Ans" Schut, née le 26 novembre 1944 à Apeldoorn est une patineuse de vitesse néerlandaise.

## Biographie
Aux Jeux olympiques d'hiver de 1968 organisés à Grenoble, Johanna Schut est médaillée d'or sur 3 000 mètres après son titre aux mondiaux et prend la douzième place sur 1 500 mètres. Elle a failli remporter le titre de championne du monde toute épreuves en 1970, mais une chute lui a coûté la victoire. Durant sa carrière, elle a battu cinq records du monde dont trois du 3000 m, un du 1500 m et un du mini-combiné.

## Palmarès
| Compétition                               | Or             | Argent | Bronze           |
| Jeux olympiques                           | 1968 (3 000 m) |        |                  |
| Championnats du monde toutes épreuves     |                | 1968   | 1969             |
| Championnats d'Europe toutes épreuves     |                |        | 1970             |
| Championnats des Pays-Bas toutes épreuves |                | 1969   | 1965, 1967, 1968 |

## Records personnels
| Distance     | Temps        | Année |
| ------------ | ------------ | ----- |
| 500 mètres   | 44 s 9       | 1971  |
| 1 000 mètres | 1 min 30 s 1 | 1971  |
| 1 500 mètres | 2 min 16 s 6 | 1971  |
| 3 000 mètres | 4 min 50 s 3 | 1969  |